# 三木楽器
三木楽器株式会社（みきがっき）は、楽器販売と音楽関連事業を営む日本の企業。大阪市中央区に本社・本店があり、大阪・関西を中心に展開している。楽器・楽譜の販売や音楽教室の運営をはじめとした音楽・楽器関連事業を行う。
創業が1825年（文政8年）と歴史が長く、表明している限りでは日本最古の楽器店である。

## 概要
楽器店を大阪市都心部に10店舗、音楽教室を関西圏に44会場展開しているほか、音楽イベントの企画制作、防音・音響工事、ピアノ調律など関連事業も幅広く手がけている。
産経新聞社と共催している高校・中学校軽音楽系クラブコンテスト「スニーカーエイジ（We are Sneaker Ages）」は1979年から開催され、近畿地区を中心に130校以上の軽音楽系クラブが参加する大規模な大会となっている。また2011年12月にはこのコンテストをモデルにした小説が廣済堂出版より刊行、2012年11月にはドラマがサンテレビほか各局で放送された。
2013年11月に俳優・桐谷健太の初主演・CDデビューで話題を呼んだ関西テレビ開局55周年記念ドラマ『Y・O・U やまびこ音楽同好会』もこのコンテストを題材としている。

## 沿革
- 1825年（文政 8年） - 河内屋佐助商店と称し、書籍業として創業する。
- 共益商社書店（東京・京橋区竹川町）の白井錬一と東西を二分する形で、西日本の教科書専売の元締めとなる[2]。
- 1888年（明治21年） - 山葉寅楠（後の日本楽器製造（現在のヤマハ）創業者）との契約により楽器（オルガン）の販売を開始する[2]。
- 1889年（明治22年） - 鈴木政吉（後の鈴木バイオリン製造創業者）との契約によりヴァイオリンの販売を開始する。
- 1903年（明治36年） - ピアノ（日本楽器製造）の販売を開始する。
- 1921年（大正10年） - スタインウェイ社の日本総代理店となる[3]。
- 1922年（大正11年） - 日本楽器製造が大阪支店を開設したため、同社製品の取引を中止する[4]。
- 1925年（大正14年） - 合名会社に組織変更し、大阪開成館三木佐助商店と改称する。
- 1956年（昭和31年） - 株式会社に組織変更し、三木楽器株式会社と改組する。
- 1969年（昭和44年） - 心斎橋筋商店街内・心斎橋駅すぐの立地に、地上4階地下2階・合計6フロアの大型店・心斎橋店を出店する（店舗出店の開始）。
- 1978年（昭和53年） - 茨木センターを出店する。（ピアノ・エレクトーン教室の運営開始）
- 1979年（昭和54年） - 第1回スニーカーエイジを開催する。（軽音楽部の大会を開始）
- 1997年（平成 9年） - 本社屋が、歴史的建造物として登録有形文化財に登録される。
- 1999年（平成11年） - アメリカ村ビッグステップに、DJ'S（DJ専門店）を出店する。（専門店展開の開始）
- 2000年（平成12年） - 心斎橋プラザビル本館最上階の12Fに、MIKIミュージックサロン心斎橋を出店する。（大人の音楽教室の運営開始）
- 2001年（平成13年） - オリジナルブランド「OVAL」のアコースティックギター用ピックアップを発売する。
- 2002年（平成14年） - アメリカ合衆国カリフォルニア州に、現地法人Miki Musical Instruments USA Corp.を設立する。
- 2003年（平成15年） - 企画推進室office OVALを設立。スニーカーエイジ大会本部機能、および朝日放送の全国高校野球選手権大会中継エンディング曲を歌うシンガーソングライター・西浦達雄のプロデュースなどを開始する。
- 2004年（平成16年） - Pro Toolsで知られるデジデザイン社（現Avid社）より、マスターディーラーに認定される。
- 2005年（平成17年） - 阪神間で楽器店・音楽教室を展開していた新響楽器に出資、グループ企業となる。
- 2013年（平成25年） - うめきた・グランフロント大阪北館ナレッジキャピタル内アクティブラボに、MIKIミュージック・ラボを出展。音・音楽の「すごい」「おもしろい」を発信する拠点として展開する。

## 運営店舗
本店である心斎橋店は心斎橋筋商店街内・心斎橋駅すぐの一等地に1969年に建てられ、ほぼ当時のまま残っている老舗の楽器店である。地上4階地下2階・合計6フロアすべてが楽器で埋め尽くされ、国内最大級の大型楽器店といえる。(2016年6月より建て替え工事中)
現行の店舗はすべて大阪市の中心部に集中して出店しており、近年はギター・ドラム・ピアノ・DJ・管楽器と、各楽器の専門店展開も積極的に進めている。詳細は公式サイト「拠点一覧」を参照。

## 音楽教室
幼児・小学生を中心にピアノ・エレクトーンなどのレッスンを手がけるヤマハ音楽教室38会場、サックス・ヴァイオリンなどの管弦楽器やギター・ドラム・コーラスをはじめあらゆるコースを網羅する大人のための音楽教室「MIKIミュージックサロン」5会場、専門家のためのエキスパートコースを展開する「開成館」1会場の合計44会場で音楽教室を展開している。
ヤマハ音楽教室は大阪府下の住宅地を中心に、MIKIミュージックサロンは梅田・なんば・心斎橋・三宮をはじめとした都心のターミナル駅に集中して出店している。詳細は公式サイト「拠点一覧」を参照。